# 100033 Taizé
100033 Taizé هو كويكب، يقع ضمن حزام الكويكبات. أكتشف في 9 أبريل1991م.

## روابط خارجية
- 100033 Taizé في قاعدة بيانات مختبر الدفع النفاث لأجرام النظام الشمسي الصغيرة

- الاكتشاف · مخطط المدار ·  العناصر المدارية · المعلمات المادية

- 100033 Taizé على موقع ويكي سكاي: DSS2, SDSS, GALEX, IRAS, Hydrogen α, X-Ray, Astrophoto, Sky Map, Articles and images